# Formiguer cantaire de la Guaiana
El formiguer cantaire de la Guaiana (Hypocnemis cantator) és una espècie d'ocell de la família dels tamnofílids (Thamnophilidae).

## Hàbitat i distribució
Habita el sotabosc de la selva pluvial de les terres baixes fins als 500 m, a l'est de Veneçuela, Guaianes i nord-est del Brasil amazònic.